# Ginoza

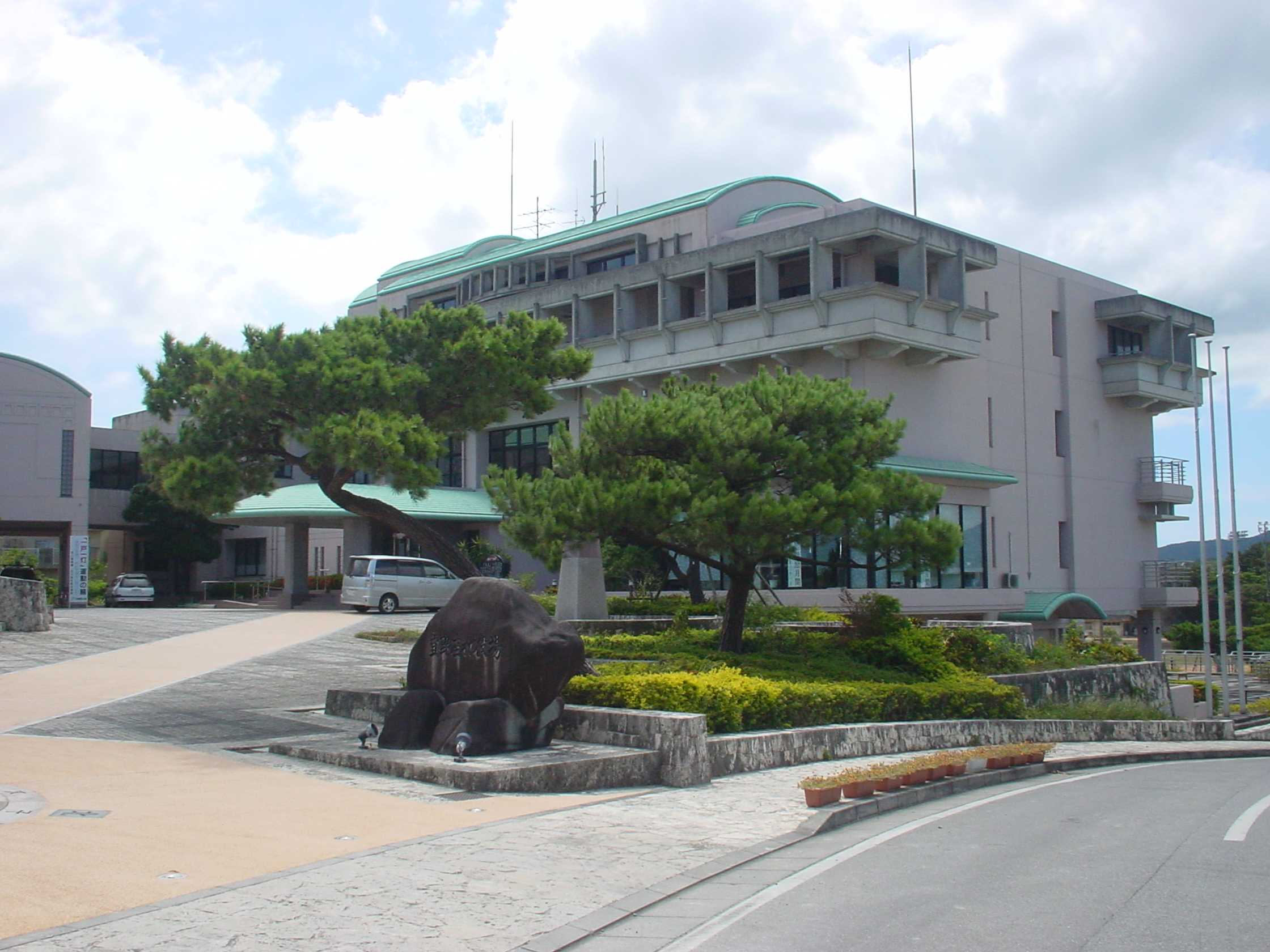
Rathaus

Ginoza (japanisch 宜野座村 Ginoza-son, okinawan. Jinuza) ist eine Dorfgemeinde (-son) im Bezirk (-gun) Kunigami der japanischen Präfektur (-ken) Okinawa. Im März 2022 hatte sie 6227 Einwohner. Die Gesamtfläche von Ginoza beträgt 31,28 km² und 50 % der Landfläche werden für Militärbasen der Vereinigten Staaten genutzt.

## Etymologie
Das Kanji für Ginoza (宜野座) bedeutet „ein geeignetes Feld, in dem man sitzen kann“.

## Geografie
Ginoza liegt an der Ostküste in der Mitte der Insel Okinawa. Das Dorf liegt auf dem Rückgrat der Berge, die von Norden nach Süden auf der Insel Okinawa verlaufen und fällt sanft zu einer breiten Küstenlinie entlang des Pazifischen Ozeans ab. Der Kanna-Damm wurde 1993 fertiggestellt.

### Benachbarte Gemeinden
Ginoza grenzt an diese Gemeinden in der Präfektur Okinawa.
- Kin
- Nago
- Onna

### Verwaltungsbereiche
Ginoza ist in sechs Bezirke unterteilt.
- Fukuyama (福山)
- Ginoza (宜野座)
- Kanna (漢那)
- Matsuda (松田)
- Shirohara (城原)
- Sokei (惣慶)

## Geschichte
Das Gebiet des heutigen Ginoza ist landwirtschaftlich geprägt. Das Gebiet diente jedoch als Rückzugsort für die Mitglieder der Yukatchu-Künstlerschicht des Ryukyu-Königreichs; folglich wurde das Gebiet wirtschaftlich und kulturell stark vom Zentralstaat Ryukyuan beeinflusst. Bei einer Volkszählung in Ginoza im Jahr 1903 wurde die Hälfte der Stadt als Adelige und die andere Hälfte als Bürger registriert.
Mit der Gründung der Präfektur Okinawa im Jahr 1879 wurde Ginoza Teil der Präfektur und 1896 Teil des Bezirks Kunigami. Bei der administrativen Umstrukturierung der Präfektur Okinawa im Jahr 1908 wurde das Magiri Kinmu in zwei Dörfer aufgeteilt; der größte Teil des ehemaligen Magiri wurde zu Ginoza, und ein kleiner Teil wurde der heutigen Stadt Kin hinzugefügt. Ein großer Teil der Bevölkerung von Ginoza ist vor dem Zweiten Weltkrieg ins Ausland ausgewandert.
Während des Zweiten Weltkriegs wurden die Schulen des Dorfes Ginoza als Feldlazarett genutzt. Noch heute liegen an den Gebäuden die Gräber von Verstorbenen. Unmittelbar nach dem Krieg war der südliche zentrale Teil von Ginoza die Heimat von vielen Flüchtlingen. Die Einwohnerzahl des Dorfes erreichte über 100.000, und das Dorf wurde vorübergehend in sechs Städte aufgeteilt. Nach dieser Zeit ging die Bevölkerung des Dorfes rasch zurück, da die Okinawaner in ihre Heimatdörfer zurückkehrten. 50 % der Fläche von Ginoza werden von Militärstützpunkten der Vereinigten Staaten genutzt.

## Kultur
Das Ginoza Village Museum eröffnete 1994.

### Kulturgüter
- Ehemaliges Kochiya Dorf (heute Matsuda) kumi-odori Schriften (旧古知屋村(現松田区)組踊写本6冊) (kommunal)
- Genealogische Aufzeichnungen des Tan-Clans: Zweiglinie (「湛姓家譜」支流一冊) (kommunal)
- Genealogische Aufzeichnungen der Familie Kyoda und zugehörige alte Dokumente  (許田家所蔵の家譜及び関連古文書類) (kommunal)
- Kanna Uē-nu-atai-Stätte (漢那ウェーヌアタイ遺跡)
- Materialien aus dem Dorf Ginoza, die sich auf die Schlacht von Okinawa beziehen (沖縄戦関連宜野座村資料) (kommunal)
- Mē-gā-Stätte (メーガー遺跡)
- Ginoza Ukkā Gushiku-Stätte (宜野座大川グシク)

### Volkstümliche Kulturgüter
- Wohnsitz von Ginoza Nuru Dunchi (宜野座ヌル殿内)
- Kanna-Schrein (漢那のお宮)
- Heiliger Ort Kushi-nu-utaki (クシヌ御嶽)
- Heilliger Ort Sokei-no-ugan (惣慶のウガン)
- Yuuagi-mō-Wiesen (ユウアギモー)

### Naturdenkmäler
- Alter Baum von Uē-nu-atai (ウェーヌアタイの古木)
- Kieferallee ehemaligen Matsuda Hippodrome (松田の馬場跡の松並木)[3]

## Wirtschaft
Die landwirtschaftliche Produktion in Ginoza ist nach wie vor hoch. Wie in anderen Gebieten Okinawas wird in dem Dorf Zuckerrohr angebaut. Die Produktion von Schnittblumen, die sich in anderen Gemeinden der Präfektur Okinawa rasch ausgebreitet hat, hat sich auch in Ginoza entwickelt. Das Dorf produziert Chrysanthemen und Orchideen. Tropische Früchte, insbesondere Ananas und Mangos, sind ebenfalls ein wichtiger Bestandteil des landwirtschaftlichen Sektors in Ginoza. Außerdem werden in Ginozan Kartoffeln angebaut.
Die Pacht von Land, das von den Vereinigten Staaten für Militärbasen genutzt wird, ist nach wie vor eine wichtige Einnahmequelle in Ginoza. Die Dorfregierung hat versucht, die Wirtschaft von Ginoza zu diversifizieren, aber die Abhängigkeit von den Pachteinnahmen ist nach wie vor groß.

## Regierung
Nach dem Gesetz über die lokale Autonomie von 1947 besteht die Regierung wie in allen Gemeinden Japans von Ginoza aus einem gewählten Dorfrat, einem gewählten Bürgermeister und Verwaltungsausschüssen und -abteilungen, die dem Bürgermeister untergestellt sind. Ginoza mit seinen weniger als 6.000 Einwohnern hat einen Gemeinderat, der aus 12 Mitgliedern besteht. Die Amtszeit der Ratsmitglieder und des Bürgermeisters beträgt vier Jahre. Der Bürgermeister von Ginoza ist Atsushi Tōma.

## Bildung
Ginoza betreibt drei Grundschulen (松田小学校 Matsuda shōgakkō, 漢那小学校 Kanna shōgakkō und 宜野座小学校 Ginoza shōgakkō) und die Mittelschule Ginoza (宜野座中学校 Ginoza chūgakkō).
Der Präfekturbildungsausschuss von Okinawa betreibt die Oberschule Ginoza (Ginoza kōtō-gakkō).

## Verkehr

### Straßen
Ginoza wird von der Nationalstraße 329 durchquert, die Nago (Okinawa), und Naha (Okinawa), sowie die Okinawa-Autobahn miteinander verbindet. Die Anschlussstelle Ginoza (Ginoza interchange, 宜野座インターチェンジ) verbindet die Nationalstraße 329 und die Okinawa-Autobahn.